# Eudokija (žena Justinijana II.)
Eudokija (grč. Ευδοκία) bila je bizantska carica kao prva supruga cara Justinijana II. Njezini su roditelji nepoznati. Bila je udana za Justinijana tijekom njegove prve vladavine.
Justinijan i Eudokija su imali samo jedno dijete, kćer nepoznatog imena, za koju neki povjesničari smatraju da se zvala Anastazija. Nije poznato kada je Eudokija umrla. Pokopana je u Crkvi svetih apostola u Carigradu.